# 역빈

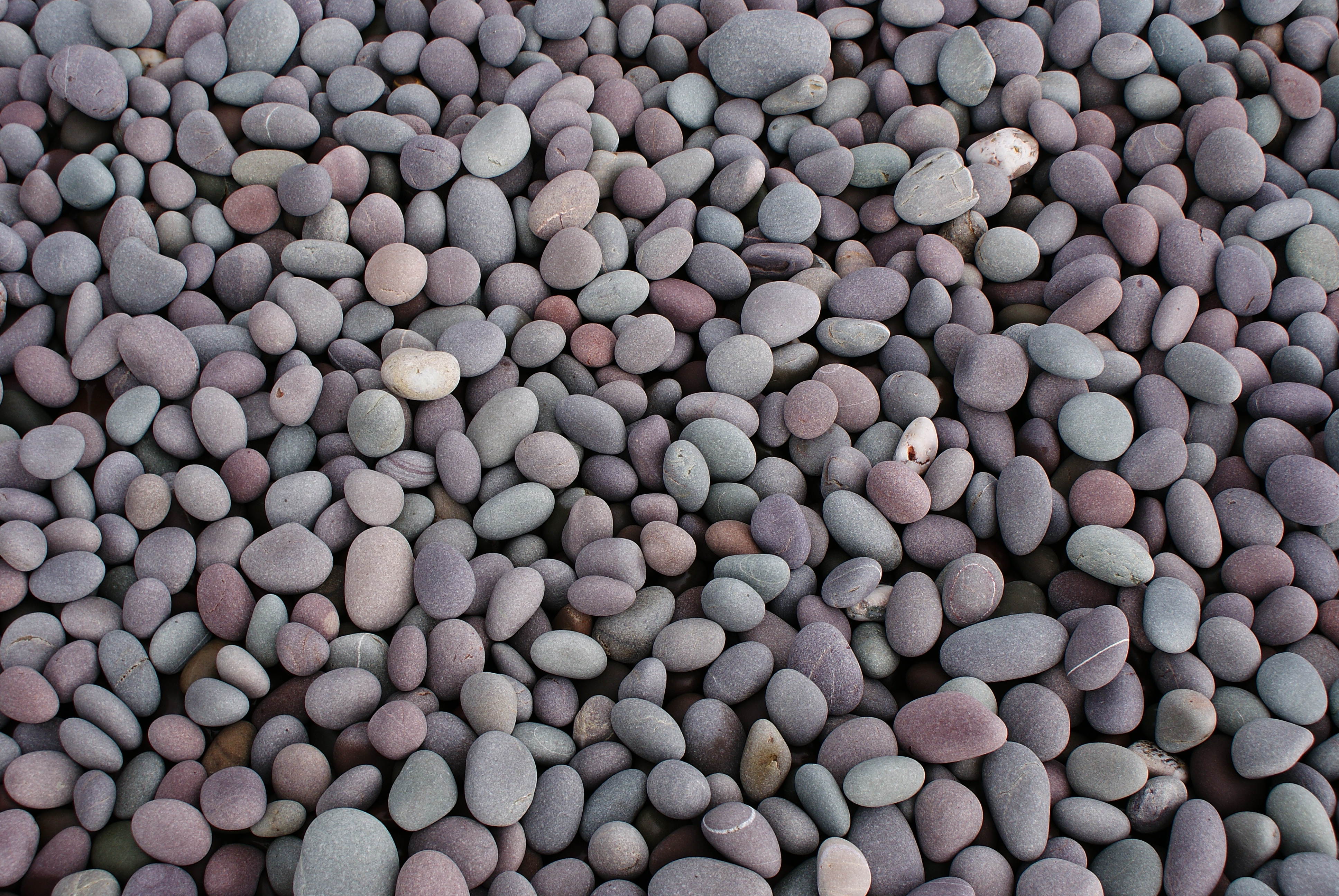
역빈

역빈(shingle beach)은 자갈이 많이 퇴적되어 있는 해안으로 역질해안이라고 하며, 사빈에 비하여 투수성이 강하다.
하천발달이 미약하고 사면에서 바위가 공급되는 곳에 주로 발달한다. 대한민국의 역빈은 주로 남해안에 많다. 완도 구계등, 거제 학동, 울릉도가 대표적이다.